# Вільям Бартон Роджерс
Вільям Бартон Роджерс (нар. 7 грудня 1804, Філадельфія, † 30 травня 1882, Бостон) — американський фізик і геолог. Він був засновником Массачусетського технологічного інституту в 1861 році.

## Життєпис
Його батько, Патрік Керр Роджерс, іммігрував з Ірландії і був доктором і професором математики та фізики в Коледжі Вільяма і Мері, де Роджерс також навчався. У 1828 році він змінив свого батька на посаді професора фізики та хімії. Він також зацікавився геологією і в 1835 році почав організацію Геологічної служби Вірджинії, яку він ініціював. Разом зі своїм братом Генрі Дарвіном Роджерсом, тодішнім геологом штату Пенсільванія, він досліджував геологію Аппалачів і опублікував роботу про метаморфічне перетворення вугілля та формування гір. Геологічна служба була припинена в 1842 році. Роджерс був професором фізики в університеті Вірджинії з 1835 року, де він також викладав мінералогію, хімію та геологію. Щоб бути ближче до тодішнього наукового центру США в Бостоні, він кинув професорську посаду в 1853 році й переїхав до Бостона, звідки також походила його дружина Емма Севідж, з якою він одружився в 1849 році. У Бостоні він розробляв плани щодо технічного коледжу, який би також проводив чисті дослідження. Це привело до заснування MIT у 1861 році, першим президентом якого він став. Він також був інспектором газу та газометрів у Массачусетсі з 1861 року. У 1870 році він відмовився від президентства за станом здоров'я. З 1878 по 1881 рік він знову був президентом, а потім почесним професором фізики та геології.
Він був членом-засновником Національної академії наук США і її президентом з 1878 року до самої смерті, а також президентом Американської асоціації сприяння розвитку науки. У 1845 році він був обраний членом Американської академії мистецтв і наук. У 1866 році він отримав ступінь почесного доктора Гарвардського університету.
На його честь названа гора Роджерс у Вірджинії.

## Інтернет-ресурси
- Biographical Memoirs National Academy, pdf
- Biographie am MIT